# Bicaz (Maramureș)
Bicaz è un comune della Romania di 1 174 abitanti, ubicato nel distretto di Maramureș, nella regione storica della Transilvania. 
Il comune è formato dall'unione di 3 villaggi: Bicaz, Ciuta, Corni.